# Jahn Ivar Jakobsen
Jahn Ivar Jakobsen, surnommé Mini Jakobsen en raison de sa petite taille (1,68m), né le 8 novembre 1965 à Gravdal (Norvège), est un footballeur norvégien, qui évoluait au poste de Milieu offensif ou Attaquant au Rosenborg BK et en équipe de Norvège.
Jakobsen a marqué onze buts lors de ses soixante-cinq sélections avec l'équipe de Norvège entre 1988 et 1999.

## Carrière
- 1984-1997 : FK Bodø/Glimt
- 1987-1990 : Rosenborg BK
- 1990-1993 : BSC Young Boys
- 1993 : MSV Duisbourg
- 1993-1994 : Lierse SK
- 1994-1999 : Rosenborg BK

## Palmarès

### En Club
- Champion de Norvège en 1988, 1990, 1995, 1996, 1997, 1998 et 1999 avec Rosenborg BK
- Vainqueur de la Coupe de Norvège en 1988, 1990, 1995 et 1999 avec Rosenborg BK

### EnÉquipe de Norvège
- 64 sélections et 5 buts entre 1987 et 1999
- Participation à la Coupe du Mondeen 1994 (Premier Tour) et en 1998 (1/8 de finaliste)

### Distinction Personnelle
- Meilleur buteur du Championnat de Norvège en 1989 avec Rosenborg BK